# Боциркань
Боциркань, Боциркані (рум. Boțârcani) — село у повіті Арджеш в Румунії. Адміністративно підпорядковане місту Тополовень.
Село розташоване на відстані 92 км на північний захід від Бухареста, 17 км на схід від Пітешть, 116 км на північний схід від Крайови, 98 км на південний захід від Брашова.

## Населення
За даними перепису населення 2002 року у селі проживали 410 осіб, з них 408 осіб (99,5%) румунів. Рідною мовою 408 осіб (99,5%) назвали румунську.